# Hochkultur (Geschichtswissenschaft)
Als Hochkultur wird in der Geschichtswissenschaft sowie in älterer ethnologischer Fachliteratur eine Gesellschaftsordnung bezeichnet, die sich durch besondere Komplexität auszeichnet. Wie dieser Gesellschaftstyp abzugrenzen ist und welche historischen Kulturen dazu zählen, ist teilweise strittig. Als Hochkulturen gelten in erster Linie manche Gesellschaften des Alten Orients und des präkolumbischen Amerika, die Indus-Kultur und die chinesische Erlitou-Kultur.

## Begriffsgeschichte und Merkmale
Der Begriff Hochkultur wurde in der zweiten Hälfte des 19. Jahrhunderts geprägt. Damals nahm man im Rahmen des Evolutionismus an, es gebe eine annähernd gesetzmäßige Abfolge kultureller Hervorbringungen, wobei die Entwicklung stets vom Einfachen zum Komplexen führe. In diesem Entwicklungsschema bezeichnete man das höchste Stadium der Komplexität einer Gesellschaft als „Hochkultur“. Im 20. Jahrhundert wurde die evolutionistische Sicht auf Kulturphänomene jedoch einer Fundamentalkritik unterworfen und erschien nur noch in abgewandelter Gestalt als Neoevolutionismus akzeptabel. Die Kritik richtete sich insbesondere gegen die Vorstellung des historischen Voranschreitens zu höheren Zivilisationsformen. Damit wurde das Hochkultur-Konzept problematisch, und die Unterscheidung zwischen Hochkultur und Randkulturen wurde in der Ethnologie aufgegeben. In der Geschichtswissenschaft spricht man zwar weiterhin von Hochkulturen, aber ohne den früheren kulturevolutionistischen Hintergrund und die damit verbundenen Bewertungen im Sinne „höherer“ und „niederer“ Entwicklungsstufen. Da der Ausdruck Hochkultur wegen seiner Geschichte als vorbelastet gilt, wird er oft durch Bezeichnungen wie komplexe Gesellschaft, städtische Gesellschaft, Zivilisation oder archaischer Staat ersetzt. Diese Bezeichnungen wurden im Deutschen aus der Terminologie der englischsprachigen Fachliteratur übernommen, in der civilization ungefähr dem entspricht, was im Deutschen gewöhnlich mit Hochkultur gemeint ist.
In der Geschichtswissenschaft dienen Hochkultur und die in neuerer Zeit zunehmend gebräuchlichen Entsprechungen dieses Ausdrucks zur Bezeichnung eines Gesellschaftstypus, der sich nach seinem Organisationsgrad und den erreichten zivilisatorischen Errungenschaften grundlegend von weniger komplexen Gesellschaften unterscheidet. Die Merkmale dieses Typus, die häufig, aber nicht immer zusammen auftreten, sind eine entwickelte Technik (Metalltechnik) und Landwirtschaft (Pflugbau, Überproduktion), Marktwesen und Geldwirtschaft, Schriftgebrauch, soziale Differenzierung und Arbeitsteilung, politische Zentralinstanzen mit institutionalisierter Herrschaft und Verwaltungsapparat, eine differenzierte Religion mit Priesterschaft sowie Städtewesen und Monumentalbauten. Allerdings besteht in der Forschung kein Konsens darüber, welche dieser Kriterien dafür notwendig und hinreichend sind, dass eine Kultur als Hochkultur eingestuft werden kann.
Die Religionswissenschaftlerin Ulrike Peters weist darauf hin, dass es keine allgemeingültig akzeptierte Definition des Begriffs „Hochkultur“ gibt. Dennoch finde nach Peters der Begriff nach wie vor in der Wissenschaft Verwendung und sei mit bestimmten Eigenschaften verbunden.

## Übersicht

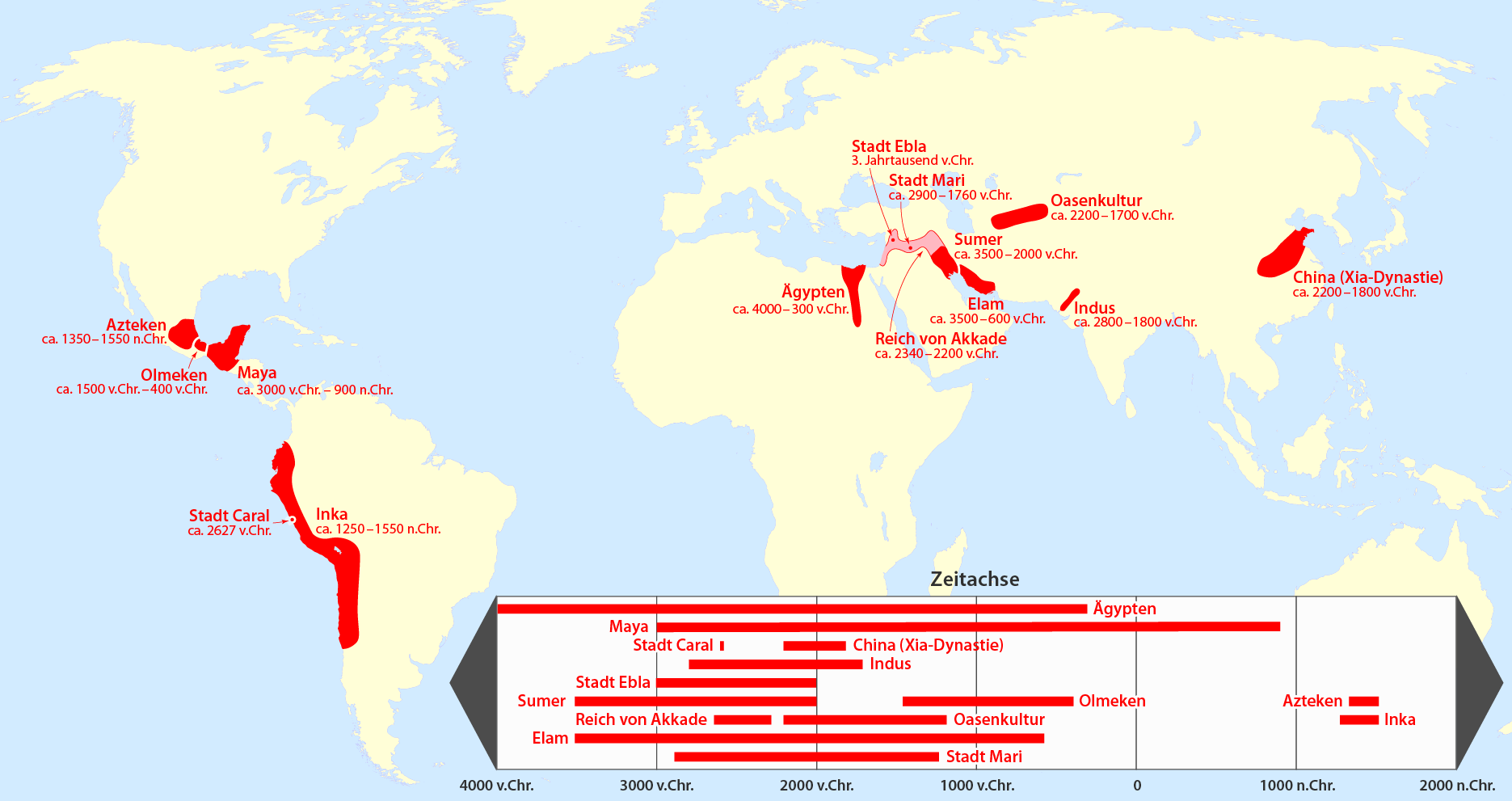
Geographische Verteilung der Hochkulturen

Die frühesten Hochkulturen des Bereichs von Eurasien und Afrika entstanden im Nahen Osten. Dort entwickelten sich frühe Hochkulturen in Ägypten (ab 4000 v. Chr.), Sumer (etwa 4. Jahrtausend v. Chr. bis 2000 v. Chr.), Elam (etwa ab 3500 v. Chr. bis 600 v. Chr.) und Akkad (etwa 2340–2200 v. Chr.) sowie in den syrischen Städten Mari (etwa 2900 v. Chr. bis 1759 v. Chr.) und Ebla (etwa spätes 3. Jahrtausend v. Chr. und zwischen 1800 und 1650 v. Chr.). Auf dem indischen Subkontinent entstand um 2800 v. Chr. die Indus- oder Harappa-Kultur, die bis um 1800 v. Chr. blühte, in Zentralasien die Oasen- oder Oxus-Kultur (etwa 2200 v. Chr. bis 1700 v. Chr.), in China die Erlitou-Kultur (etwa 2000–1500 v. Chr., Schrift ab etwa 1250 v. Chr.).
In Mittel- und Südamerika entstanden mehrere Hochkulturen: die Chavín-Kultur (1200–200 v. Chr.), die Tiwanaku-Kultur (300 v. Chr. bis etwa 1000 n. Chr.) und Wari-Kultur (von etwa 600 bis 1100 n. Chr.), die Moche-Kultur (100 bis 700 n. Chr.), Caral in Peru (um 3000 bis etwa 2500 v. Chr.), Olmeken (etwa 1500 bis etwa 400 v. Chr.), die Maya-Zivilisation (um 3000 v. Chr. bis etwa 900 n. Chr.), Teotihuacán (um 100 bis ca. 650 n. Chr.), Tolteken (um 800 bis ca. 1200 n. Chr.), die Chimú-Kultur (900–1480 n. Chr.), das Inka-Reich (um 1200 bis ca. 1550) und das Aztekenreich (ca. 1350 bis ca. 1550).
Jüngere Hochkulturen waren im Nahen Osten Assyrien, Babylonien, das Perserreich und die Kulturen der Meder und der Hethiter, im Mittelmeerraum die Minoische Kultur, die Mykenische Kultur sowie die Kulturen der Phönizier/Punier und der Etrusker, in Zentralasien die Kultur der Kök-Türken, in Südostasien das Khmer-Reich und in Afrika das Aksumitische Reich.

## Entwicklung
Die ersten Hochkulturen waren die sogenannte hydraulischen Kulturen, die sich an Flüssen entwickelten. Die mesopotamischen Reiche Sumer, Babylon und Assyrien entstanden an Euphrat und Tigris, das ägyptische Reich am Nil, die Harappa-Kultur am Indus und die chinesischen Reiche am Gelben Fluss. Flüsse sind aber keine zwingende Voraussetzung, denn die amerikanischen Hochkulturen entwickelten sich, wenn auch wesentlich später, ohne Flusssysteme. Der Fluss fördert durch Transport und friedlichen Tauschhandel eine dezentrale Zivilisation, Kultur- und Warenaustausch. Er liefert Proteine durch Fischfang und Muschelbänke und ausreichend Trink- und Brauchwasser. So wurden nomadisierende Sammler und Wildbeuter zu eher sesshaften Fischern, Viehzüchtern, Ackerbauern, und schließlich (Hoch-)Kulturschaffenden. Die periodischen Überschwemmungen machten das Land fruchtbar, wodurch intensivere Landwirtschaft betrieben werden konnte. Für den Bau von Bewässerung und Staudämmen ist eine gesellschaftliche Organisation notwendig. Die Verteilung des knappen fruchtbaren Landes und die Zuteilung der Wassernutzung in zentralisierten Kulturen erfordert eine Verwaltung und Rechtsprechung. Eine Bevorratung von Getreide ist für die Jahre schlechterer Ernte erforderlich. Auch die Bevorratung erfordert Organisation und Planung. Zur Berechnung der Flut wird ein Kalender benutzt, der Kenntnisse in Mathematik und Astronomie voraussetzt. Mathematik wurde auch für den Bau der Städte benötigt.
Hochkulturen konnten sich nach Herbert Wilhelmy entwickeln, wenn durch Arbeit regelmäßig Nahrungsüberschüsse produziert wurden, sodass ausreichende Mengen an lagerfähigen kohlenhydrathaltigen Grundnahrungsmitteln verfügbar waren: Weizen im Orient, Reis in Ost-Asien, Mais in Mittelamerika, Kartoffeln in den Anden. Wichtig waren daneben aber auch der organisierte Handel und Transport und die tradierte Überschussproduktion von haltbaren Proteinquellen wie beispielsweise Geräuchertem, Gepökeltem, Käse und allgemein fermentiertem Milcherzeugnis und Wein, sowie Tonwaren, Salz, Feuerstein und Metall.
In den Hochkulturen wurden gesellschaftliche Normen als Gesetze kodifiziert. Parallel zur politischen Organisationsbildung entstand in fast allen staatlich-hierarchisch organisierten (patriarchischen) Gesellschaften eine Kriegerkaste und eine religiöse Hierarchie, die den Herrscher als von den Göttern eingesetzt stützt.
Zwischen den Mesopotamiern und den Ägyptern gab es verhältnismäßig früh einen Austausch. Auch die Harappa-Kultur trieb wohl mit den Mesopotamiern Handel. Klärungen könnten auch zu neuen Erkenntnissen in Bezug auf die Erfindung der Schrift führen, denn man muss davon ausgehen, dass die Schrift mehrmals erfunden wurde. So ist widerlegt, dass die chinesische Schrift sich aus den sumerischen und ägyptischen Zeichen entwickelt hat.

## Oswald Spengler
Der Kulturhistoriker Oswald Spengler legte in seinem Hauptwerk Der Untergang des Abendlandes (1918–1922) eine Theorie der Hochkulturen vor, die in der Folgezeit großes Aufsehen erregte. Nach Spenglers Auffassung haben sich im Lauf der Menschheitsgeschichte bisher acht Hochkulturen entwickelt: die ägyptische, die babylonische, die indische, die chinesische, die antike, die frühchristlich-byzantinisch-arabische, die mexikanische und die westeuropäische (abendländische). Spengler wandte sich gegen die damals gängige eurozentrische Perspektive in der Geschichtswissenschaft. Er kritisierte das Geschichtsbild, in dem die abendländische Geschichte im Mittelpunkt steht und deren traditionelle Einteilung in Altertum, Mittelalter und Neuzeit das chronologische Gerüst bildet. Für Spengler stehen die acht Hochkulturen gleichberechtigt nebeneinander, jede ist eine in sich abgeschlossene Erscheinung. Sie durchlaufen die gleichen Entwicklungsschritte und „Lebensphasen“ wie ein einzelnes Individuum, etwa eine Pflanze, und sind somit wie lebende Organismen zu betrachten. Kulturgeschichte wird nicht von menschlichen Willensakten gesteuert, sondern verläuft wie ein biologischer Prozess. Somit ist die „Lebensdauer“ der Hochkulturen begrenzt, ihr Verfall und Tod unvermeidlich. Die Lebenszeit einer Hochkultur beträgt – so Spengler – normalerweise etwa ein Jahrtausend. Den Niedergang kennzeichnet der Übergang von der „Kultur“ zur „Zivilisation“. Dabei ist mit „Zivilisation“ ein unnatürlicher Zustand gemeint, die Endphase der Kulturentwicklung, die nach Spenglers Einschätzung für die abendländische Hochkultur im frühen 19. Jahrhundert begonnen hat. Spengler beschränkte somit die Bezeichnung „Hochkultur“ nicht wie der gängige geschichtswissenschaftliche und allgemeinsprachliche Wortgebrauch auf frühe Kulturen des Altertums. Vielmehr bezog er seine eigene Gegenwart als spätes Stadium der „abendländischen“ Hochkultur mit ein und rechnete mit der künftigen Entstehung neuer Hochkulturen.